# Ambassade des Comores en Belgique
 (avril 2020).
Si vous disposez d'ouvrages ou d'articles de référence ou si vous connaissez des sites web de qualité traitant du thème abordé ici, merci de compléter l'article en donnant les références utiles à sa vérifiabilité et en les liant à la section « Notes et références ».
L'ambassade des Comores en Belgique est la représentation diplomatique de l'union des Comores auprès du royaume de Belgique, le royaume des Pays-Bas, la République fédérale d'Allemagne et le grand-duché du Luxembourg. 
Située à Bruxelles, elle est la mission permanente de l'union des Comores auprès de l'Union européenne.